# 坂下神社 (中津川市)
坂下神社（さかしたじんじゃ）は、岐阜県中津川市坂下に鎮座する神社。

## 祭神
- 誉田別命
- 事解男命
- 菊理媛命

## 沿革・概略
創建時期は不明である。
社伝によれば、袖洞の林小次郎永正の勧請により、現在の字・法力屋の若宮八幡宮の地に鎮座したが、
平安時代後期、木曾義仲の熱い信仰心によって現在地に遷座し、摂社・末社を合せて十二社を祭祀したと伝わる。
坂下神社を厚く信仰していた木曾義仲は、出陣の度ごとに、妻籠を護らせていた樋口氏を、木曽川対岸の山口村から渡船させて坂下神社に遣わし、武運長久を祈願するのを常としていた。
字・法力屋に居住していた元の宮の氏子頭の原善エ門は、下組から其の度ごとに馬を調達して、義仲公に御料を供し、行列の先頭を仰せつけられた。
坂下村は、町組・合郷・下組の「坂下三郷」によって構成されていたが、産土大神として崇敬されていた。
寛文元年（1661年）、社殿が焼失したが、同年12月15日に再建された。
坂下神社本殿に納められている棟札は、明治時代から「坂下神社」と記されているが、江戸時代の棟札には「坂下神社」の文字は無く、最も多く見受けられるのが「八幡宮」「八幡大権現」である。
また、最も古いと思われる棟札には「十二双八幡宮」と記され、そのように表記された棟札がいくつかある。
慶応4年（1868年）の神仏分離の時に、坂下八幡宮の別当寺であった金龍山三井寺が廃寺と決まった際に、十四世であった法印深明は、坂岡左京と名を改め、坂下八幡宮の神主となることを苗木藩主の遠山友禄から認められている。
このことは同じ書体の2つの棟札で確認できる。

一方は

片方は
昭和34年（1959年）、伊勢湾台風により社殿が倒壊した。
現在の社殿は昭和35年（1960年）再建である。

## 例祭

### 春季大祭
毎年4月15日に行われる。

### 秋季大祭
毎年10月第2日曜日の秋季祭には五穀豊穣を願う「花馬祭り」の花馬の奉納が行われる。
秋の例祭には「花馬」が奉納される。

#### 花馬祭り
花馬祭り実行委員会により開催。岐阜県重要無形民俗文化財に指定されている。
坂下の3地区（下組、合郷、町組）より各1頭ずつの木曽馬の鞍に、8色（金・銀・黄・紫・白・青・緑・赤。農作物を表す）の花串（長さ約1.2m）を一年を表す365本差して花馬とする。坂下駅前を出発した花馬行列は町を練り歩き、坂下神社の境内に入ると参拝者は一斉に馬に押しかけ、花串を鞍から引き抜き持ち帰る。この花串を田畑に供えにると、虫よけとなり、豊作に恵まれるとされている。
元々は、木曾義仲が平家追討の出陣時に、木曽地方の八幡信仰の中心地であった坂下神社に戦勝祈願へ向かったが、木曽川の氾濫で坂下神社のある対岸に渡れなかったため、鏑矢にお供えのための幣をつけて神社向かって射掛けたという。矢は木曽川を越えて対岸にたどり着き、原義明（坂下神社氏子）がその矢を馬の鞍にさし、代参したという。坂下神社の近くには義仲の放った矢が落ちたといわれる「矢渕（やぶち）」という地名が残る。
1184年木曾義仲が平氏を破り、征東大将軍の称を賜わったという知らせを受けた坂下の人々は喜び、幣を結びつけた矢を馬の背につけ、笛、太鼓を打鳴らして坂下神社へ戦勝報告したという。いつの頃からか鞍に差した矢は五穀豊穣を願う7色の花串に変わった。
原義明が木曾義仲の矢を馬の鞍にさしたのが花馬の始まり、人々が笛、太鼓を打鳴らして坂下神社へ戦勝報告したのが花馬祭りの始まりという。
花馬祭りは、同じ中津川市内の田瀬神社（通称：田瀬南宮神社）でも10月に行われている。

## 交通機関
- JR中央本線 坂下駅より徒歩で約10分。

## 備考
出雲福徳神社は元々坂下神社の境内の一部であった。現在もこの両社は隣接しており、住所も同じである。

## 関連リンク
- 坂下神社 岐阜県神社庁
- 郷土文化財紹介 神社・寺院シリーズ 坂下神社
- 郷土文化財紹介 神社・寺院シリーズ 坂下神社古名を推測